# Спартак (стадион, Могильов)
Стадион Спартак е футболен стадион в град Могильов, Беларус. На него играе домакинските си мачове тимът на Днепър (Могильов). Стадионът има капацитет от 7 350.

## Международна употреба
Днепър (Могильов) е играл европейските си мачове на стадиона. Женският футболен национален отбор на Беларус играе на този стадион.